# Quido Mánes
Quido Mánes, né le 17 juillet 1828 à Prague et mort le 5 août 1880 dans la même ville, est un peintre austro-hongrois spécialiste des scènes de genre.

## Biographie
Son père Antonín, son oncle Václav, son frère Josef et sa sœur Amalie sont eux aussi peintres. De 1838 à 1851, il étudie à l'Académie des beaux-arts de Prague. En 1866, après que son frère Josef ne tombe gravement malade, Quido interrompt sa carrière pendant plusieurs années. En 1871, après la mort de Josef, il se renouvelle et suit les cours du peintre suisse Benjamin Vautier à l'Académie des beaux-arts de Düsseldorf.